# هانا (مجموعه تلویزیونی)
هانا (به انگلیسی: Hanna) یک مجموعه تلویزیونی درام اکشن آمریکایی است که بر اساس فیلمی به همین نام در سال ۲۰۱۱ برای پرایم ویدیو ساخته شده‌است. این سریال توسط دیوید فار ساخته و نوشته شده و سارا آدینا اسمیت کارگردان آن است. اسمه کرید-مایلز و میری انوس از بازیگران این سریالند. قسمت اول در ۳ فوریه ۲۰۱۹ به صورت پیش‌نمایش محدود در Amazon Prime Video در دسترس قرار گرفت. فصل اول هشت قسمت کامل در ۲۹ مارس ۲۰۱۹ منتشر شد و فصل دوم در ۳ ژوئیه ۲۰۲۰ منتشر شد. در ژوئیه ۲۰۲۰، این سریال برای فصل سوم تمدید شد.

## داستان
اریک هلر در یک مجموعهٔ نظامی سرّی زیر نظر سی‌آی‌ای کار می‌کند که به صورت مخفیانه از نوزادان نگهداری می‌کند. کودکانی که تحت اموزش های خاص سیا قرار می گیرند تا بعدا برای اهداف سازمانی  بویژه حذف افراد، مورد استفاده قرار گیرند. اریک یک کودک را از آنجا دزدیده و به همراه نامزدش فرار می‌کند. مأموران سی‌آی‌ای در درگیری برای دستگیری آن‌ها باعث کشته شدن همسر اریک می‌شوند. سپس خودروی آن‌ها در آتش می‌سوزد و مأموران تصور می‌کنند تمام سرنشینان خودرو کشته شده‌اند اما اریک با نوزادی که همراه دارد به عمق جنگل پناه می‌برد...